# 台湾明孢炱
台湾明孢炱（学名：Armatella formosana）是属于小煤炱目小煤炱科明孢炱属的一种真菌，寄生在樟科植物上。该种分布于中国大陆、台湾。